# چاک لیول
چاک لیوِل (انگلیسی: Chuck Leavell؛ زادهٔ ۲۸ آوریل ۱۹۵۲) موسیقی‌دان، نوازنده پیانو، ترانه‌سرا و خواننده اهل ایالات متحده آمریکا است. وی از سال ۱۹۶۶ میلادی تاکنون مشغول فعالیت بوده است. او یکی از اعضای اصلی آلمن برادرز بند در اوج فعالیتش در دههٔ ۱۹۷۰ بود و از سال ۱۹۸۲ نیز مدیر موسیقی و نوازندهٔ کیبردز رولینگ استونز است. او به عنوان نوازنده با هنرمندان بزرگ دیگر چون اریک کلپتون، جرج هریسون، دیوید گیلمور، تِرِین، میراندا لمبرت و جان میر در تورهای بین‌المللی‌شان همکاری داشته است. وی یکی از نوازندگان اصلی آلبوم زنده در پمپئی (۲۰۱۷) بود.